# 松崎欣一
松崎 欣一（まつざき きんいち、1939年 - ）は、日本の歴史学者。慶應義塾名誉教授。

## 略歴
1963年慶應義塾大学文学部史学科国史専攻卒業。1965年同大学大学院文学研究科修士課程修了。
1965年より2005年まで慶應義塾志木高等学校教諭、1996年から2005年まで慶應義塾福澤研究センター副所長。2005年慶應義塾大学教授となる。慶應義塾福澤研究センター顧問、一般社団法人福澤諭吉協会常務理事。

## 著書
- 『三田演説会と慶應義塾系演説会』〈福澤研究センター叢書〉慶應義塾大学出版会 1998
- 『語り手としての福澤諭吉 ことばを武器として』慶應義塾大学出版会 2005
- 『杉田玄白 晩年の世界－『鷧斎日録』を読む』慶應義塾大学出版会 2017

### 編著
- 『福澤諭吉論の百年』西川俊作共編 選書判：慶應義塾大学出版会 1999
- 『福澤諭吉書簡集 第4巻』坂井達朗共編集責任 岩波書店 2001
- 『福澤諭吉書簡集 第8巻』小室正紀共編集責任 岩波書店 2002
- 『福澤諭吉著作集 第12巻 福翁自伝・福澤全集緒言』編 慶應義塾大学出版会 2003、新版2009

## 論文
- 松崎欣一